# Territorialprälatur Ayaviri
Die Territorialprälatur Ayaviri (lat.: Praelatura Territorialis Ayaviriensis) ist eine in Peru gelegene römisch-katholische Territorialprälatur mit Sitz in Ayaviri. Ihr Sprengel umfasst die beiden Provinzen Carabaya und Melgar.

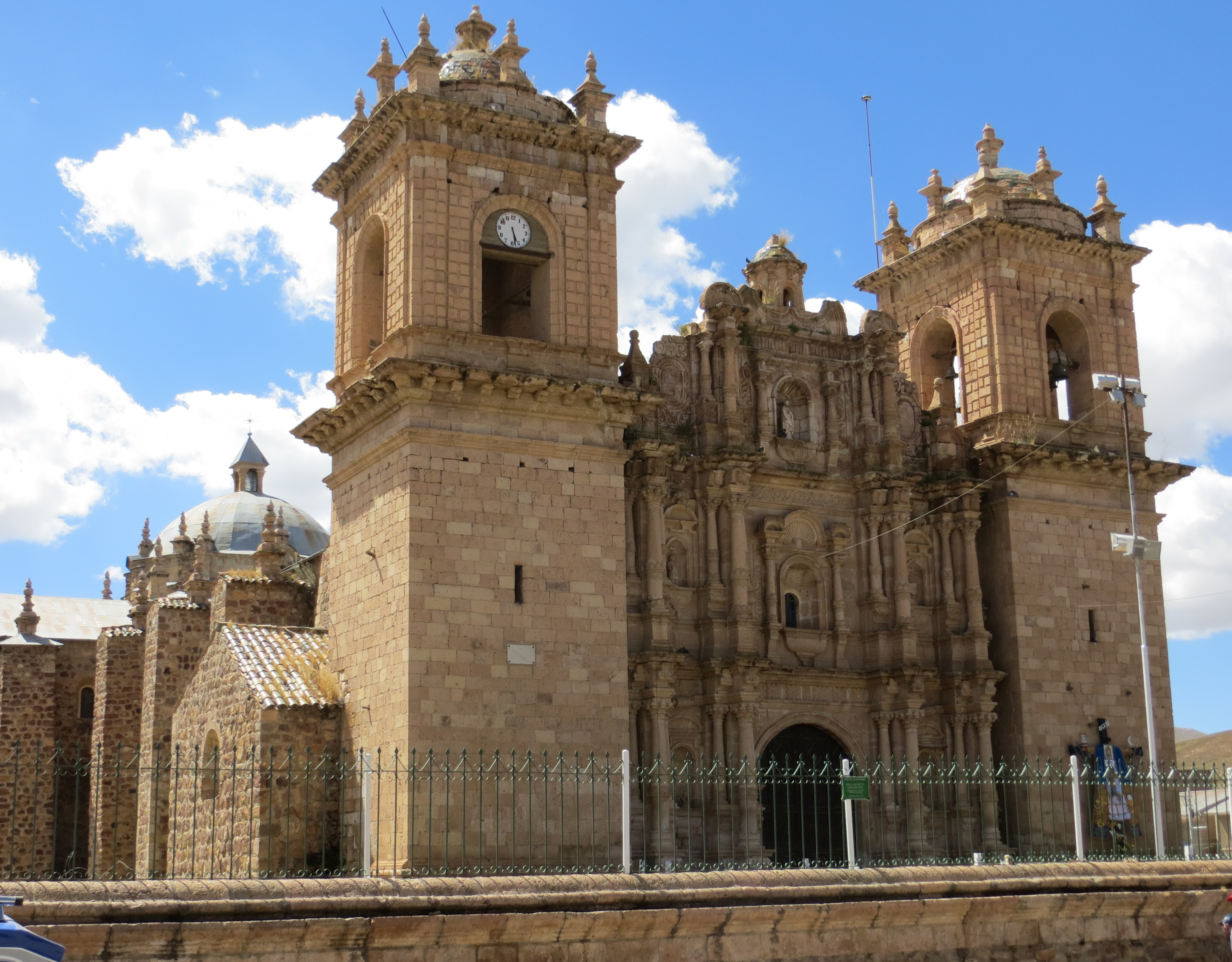
Kathedrale in Ayaviri

## Geschichte
Die Territorialprälatur Ayaviri wurde am 30. Juli 1958 durch Papst Pius XII. mit der Apostolischen Konstitution Ex illis diocesibus aus Gebietsabtretungen des Bistums Puno errichtet und dem Erzbistum Arequipa als Suffragan unterstellt.
Die Territorialprälatur Ayaviri gab am 3. April 2019 sechs Pfarreien zur Gründung der Territorialprälatur Santiago Apóstol de Huancané ab.

## Prälaten von Ayaviri
- José Luciano Metzinger Greff SS.CC., 30. Juli 1958 – 31. Januar 1971
- Louis Dalle SS.CC. (1922–1982), 19. Dezember 1971 – 9. Mai 1982
  - François d’Alteroche (* 1935), Apostolischer Administrator von 1982 bis 1991
- Juan Godayol Colom SDB, 4. Dezember 1991 – 18. Februar 2006
- Kay Martin Schmalhausen Panizo SCV, 18. Februar 2006 – 7. April 2021
- Benigno Condori Chuchi OFM, seit 4. Oktober 2024